# Palazzo Campana (Osimo)
Palazzo Campana è un'antica residenza nobiliare, poi divenuto Collegio, che si trova a Osimo (AN), nelle Marche.
È la sede dell'Istituto Campana per l'Istruzione Permanente, ente che ospita vari settori: il Consorzio per l'Alta formazione e lo Sviluppo della Ricerca Scientifica in Diritto Amministrativo, la Biblioteca Comunale "F. Cini", l'Archivio Storico Comunale "L. Egidi", il Museo Civico e il Museo Archeologico.

## Storia

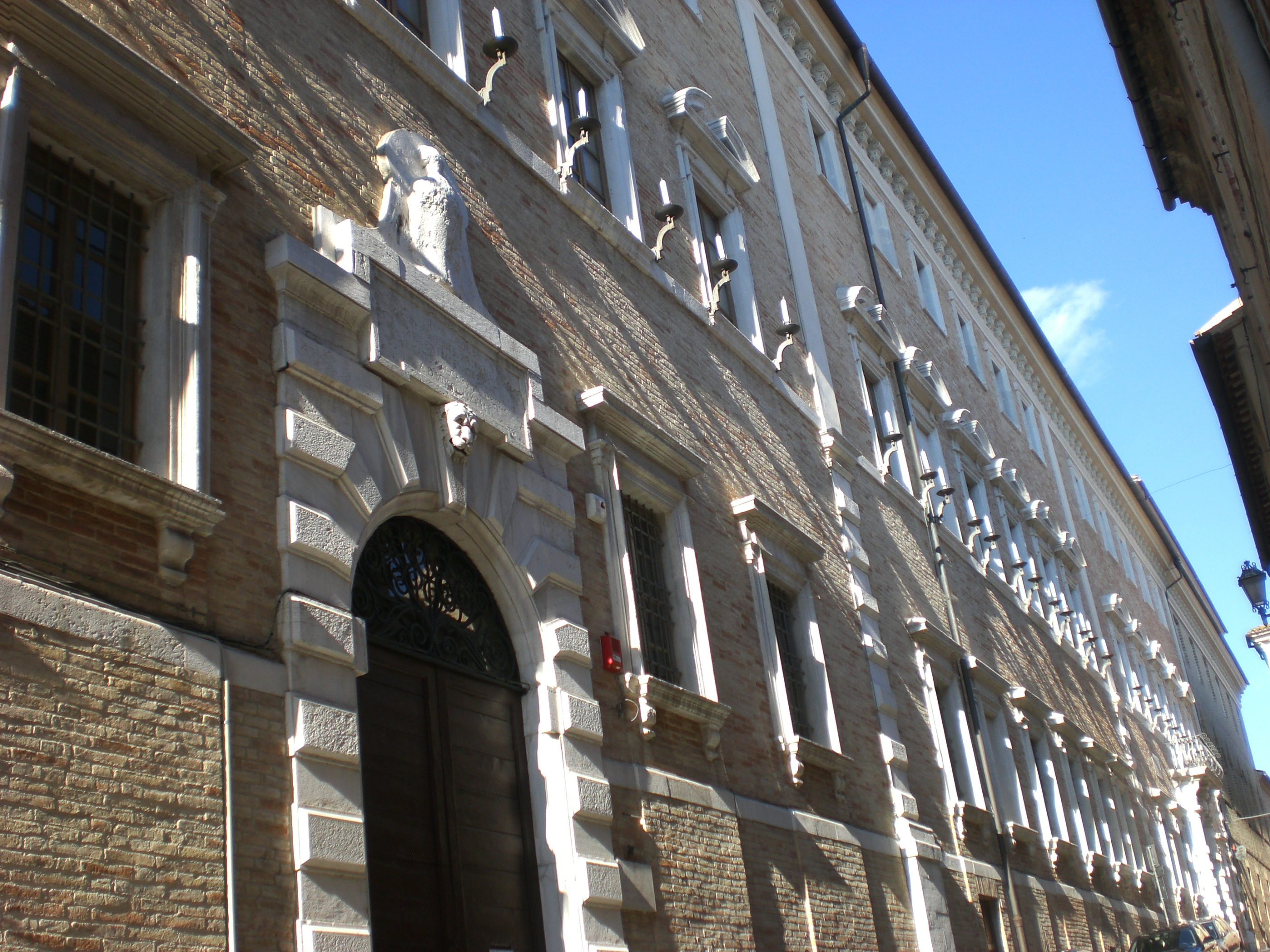
Veduta della facciata col corpo aggiunto dal Vici.

Palazzo Campana fu in origine la residenza della nobile famiglia dei marchesi Campana di Osimo, il cui capostipite può essere riconosciuto in Ugocinus Feltronini de Campaneschis (Ugoccino di Feltronino dei Campaneschi), gonfaloniere della città di Osimo nel 1457.
Tra i membri della famiglia che abitarono il palazzo, il nome che più di ogni altro è legato alla storia di Palazzo Campana è indubbiamente quello di Federico Campana, commissario della Cavalleria pontificia per le Legazioni di Romagna e vice Castellano della fortezza di Ancona. Nel proprio testamento, infatti, il marchese Campana aveva stabilito che in mancanza di eredi diretti in famiglia sarebbe stata la Compagnia della Morte di Osimo a venire in possesso dei suoi beni, a condizione che questi ultimi venissero messi a frutto per la costituzione di un monastero dedicato a monache cappuccine. Morto senza discendenti l'ultimo esponente della famiglia - il nobile Scipione Campana - le volontà testamentarie del marchese Federico non trovarono immediata accoglienza, ma dovettero superare una lunga vicenda giudiziaria che si concluse soltanto nel 1710 con l'approvazione del Visitatore Apostolico Ferdinando d'Adda. Nel frattempo, infatti, la genovese Benedetta Wan Herten Viganega aveva avanzato la propria richiesta di costituire in Osimo un monastero femminile e di destinare all'uso pubblico i beni della famiglia Campana. Con Rescritto 20 settembre 1715 della S. Congregazione dei Vescovi e Regolari, approvato grazie al sostegno del Vescovo di Osimo Car. Orazio Filippo Spada, Palazzo Campana venne identificato come sede del Nobil Collegio Convitto maschile e del Seminario vescovile (già presente in città dal 1564).
Anche in virtù di continui ampliamenti e grazie all'estensione del bacino geografico d'utenza, il Seminario e Collegio cominciò a godere di grande fama e ospitò importanti docenti tra cui letterati, oratori, filosofi e matematici come Giuseppe Santini e Giuseppe Ignazio Montanari; tra gli allievi, è possibile citare future personalità della politica, della cultura e del clero, come Aurelio Saffi e i papi Leone XII e Pio VIII.
Dopo 250 anni di storia e un lungo iter che lo portò alla divisione dal Seminario, il Collegio chiuse la sua attività. Dal 1984, l'ente si dota di un nuovo statuto (aggiornato nel 2015) e assume l’attuale denominazione di Istituto Campana per l’Istruzione Permanente. Grazie all'organizzazione di importanti eventi, mostre, presentazione di libri e convegni, Palazzo Campana conserva e valorizza la sua storica funzione in campo educativo e culturale.

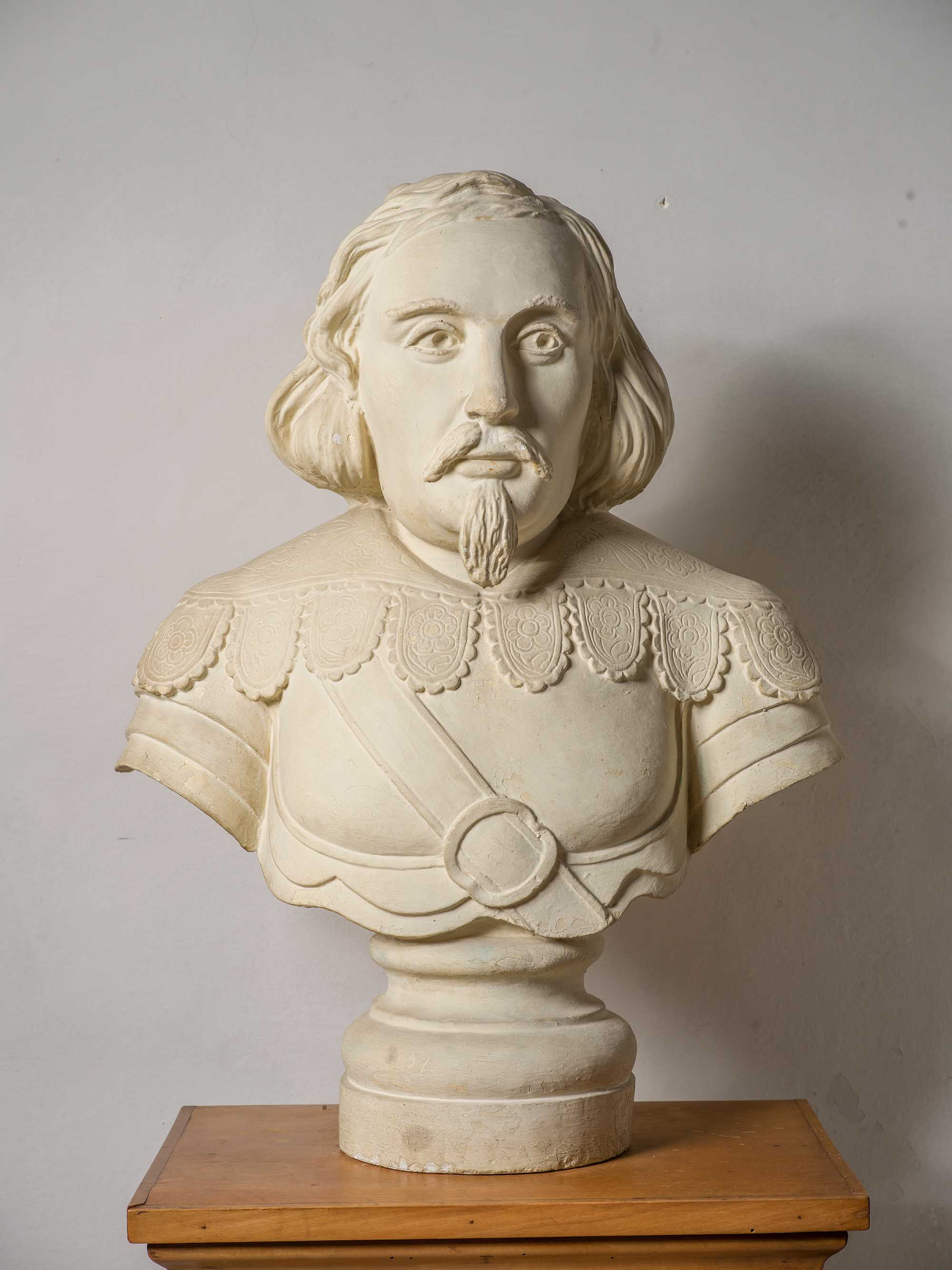
Busto di Federico Campana

## Biblioteca storica

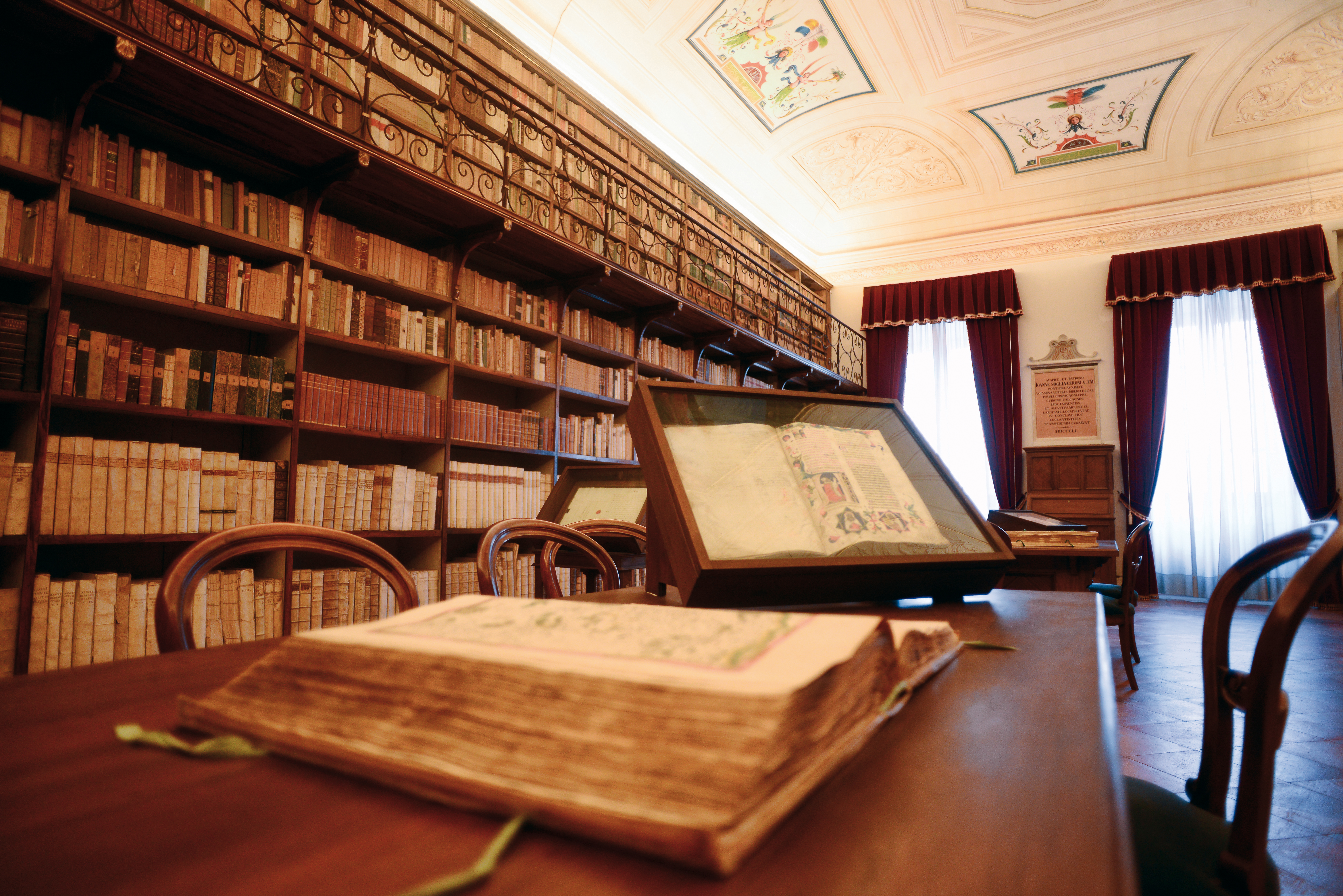
Biblioteca storica di Palazzo Campana

Già dalla sua fondazione il Collegio Campana era dotato di una ricca biblioteca, ad uso sia dei collegiali che dei seminaristi, che si è arricchita nel tempo con opere di grande pregio grazie ai lasciti dei vescovi Pompeo Compagnoni (1740-1774), Guido Calcagnini (1776-1807) e più tardi del carmelitano Agostino Maria Molin (1775-1840).
Nel 1851 il cardinale Giovanni Soglia Ceroni, all'epoca vescovo di Osimo, approva il trasferimento della biblioteca in una delle sale del piano nobile del palazzo dove ancora si possono ammirare le scaffalature lignee originali e il soffitto decorato a grottesche.
In seguito alla Legge Casati del 1859 e del Decreto Valerio del 1861, il Seminario vescovile fu costretto ad abbandonare il Palazzo e la biblioteca venne di fatto separata in due parti tra il Nuovo Seminario e il Collegio.
Oggi la collezione, riunita anche con la donazione fatta dal Comune di Osimo di parte dei volumi appartenuti a Giuseppe Ignazio Montanari, conta circa 16.000 volumi ed è costituita in massima parte da volumi antichi, tra cui si segnalano 155 manoscritti dei secoli XIV-XX, diversi dei quali miniati; 20 incunaboli e gli atlanti geografici di Gerardo Mercatore, del 1613, e Joan Blaeu.

## Archivio storico
Al piano nobile del Palazzo si conserva l’Archivio Storico Campana, che raccoglie il fondo della nobile famiglia Campana, quello del Nobil Collegio e Seminario vescovile, fondato nel 1715, nonché il fondo dell’azienda agraria dell’ente, interessando un arco cronologico che va dal 1483 fino al 1967.

## Collezione d'arte

Guercino, San Francesco, olio su tela, prima metà del XVII secolo

Nelle sale più antiche del Palazzo è conservata la collezione d’arte proveniente dal lascito testamentario del 1646 del marchese Federico Campana al nipote Muzio (m.1687).
Il nucleo più interessante è costituito dai dipinti seicenteschi riferibili a Guercino e alla sua bottega. Accanto alle tele con la Sibilla Tiburtina, la Madonna col Bambino, la Regina Sofonisba e Sansone e Dalila dove si legge una chiara derivazione dai modelli del maestro, emerge il San Francesco in preghiera, rivelatosi, dopo il restauro del 2014, opera definitivamente attribuita al Guercino.
Inoltre vi sono conservati tre frammenti d'affreschi Incoronazione della vergine, Cristo giudice e Angeli musicanti, attribuiti a Andrea da Bologna. una Decapitazione di San Dionigi, di Giacinto Brandi; una Vergine addolorata con angeli e simboli della Passione, di Odoardo Vicinelli; Un San Nicola e Santo monaco forse di Claudio Ridolfi.

## Grotte

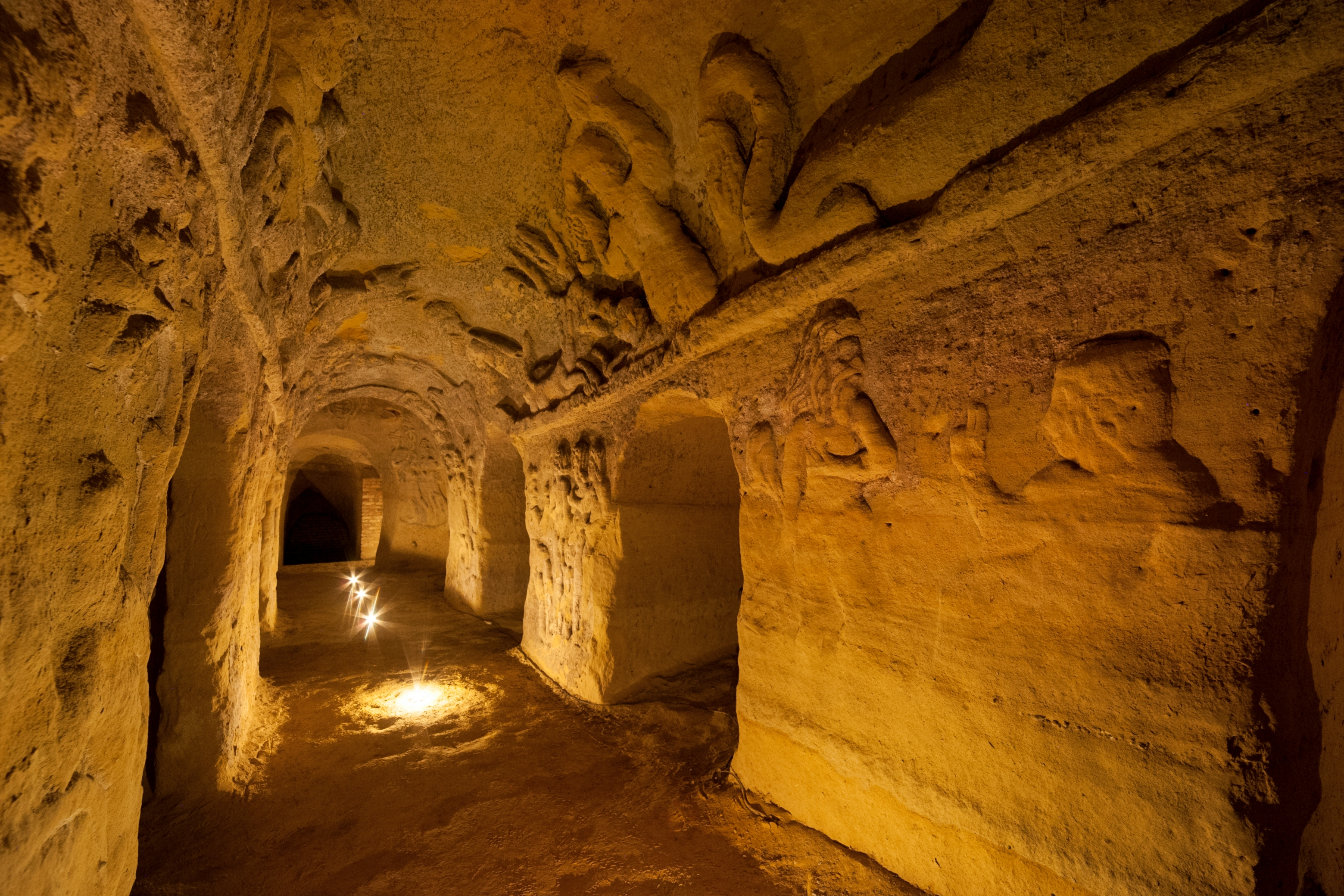
Grotte

La città di Osimo presenta un sottosuolo ricco di grotte. Le due gallerie di Palazzo Campana sono molto ricche e si caratterizzano per la presenza di innumerevoli figure scolpite nell’arenaria, che evocano interpretazioni piuttosto varie: secondo alcuni studiosi, i rilievi raffigurerebbero culti di divinità pagane (come Venere, Bacco, Mercurio), personificazione di entità (come la Morte, la Perseveranza, la Volontà), territori della Terra (come l'Africa, l'America). Secondo altre interpretazioni, le immagini sarebbero riconducibili a quanto descritto nell'opera di Cesare Ripa Della novissima iconologia, dove trova spazio la rappresentazione di Vizi, Virtù, Arti ed altro. Da segnalare anche la presenza, in una delle volte, di bassorilievi identificabili come stemmi gentilizi di famiglie osimane. Ad oggi, non risultano ancora del tutto chiarite le circostanze di realizzazione delle figure, che potrebbero essere ricondotte al XVIII-XIX secolo d.C.

## Galleria d'immagini

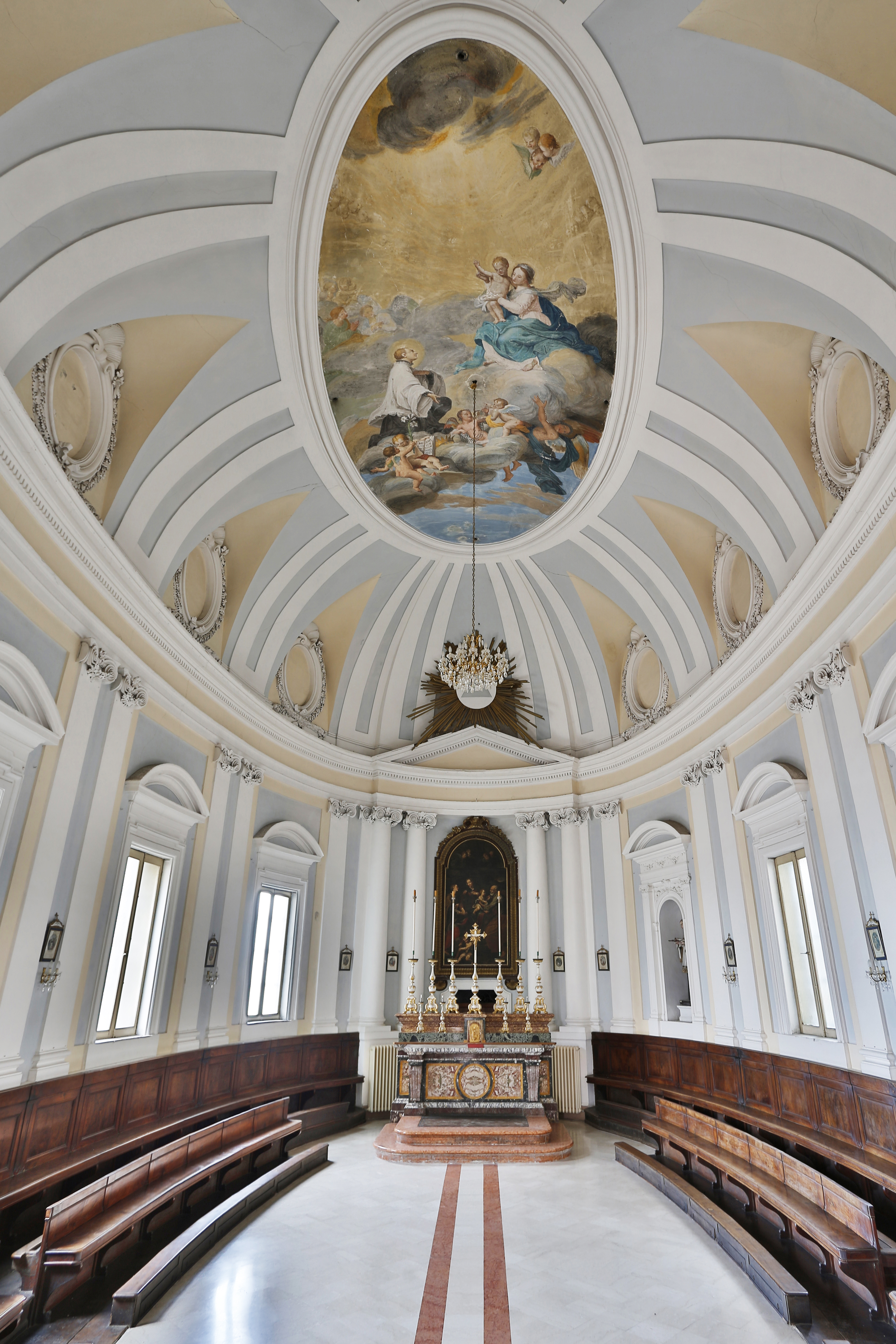
Cappella
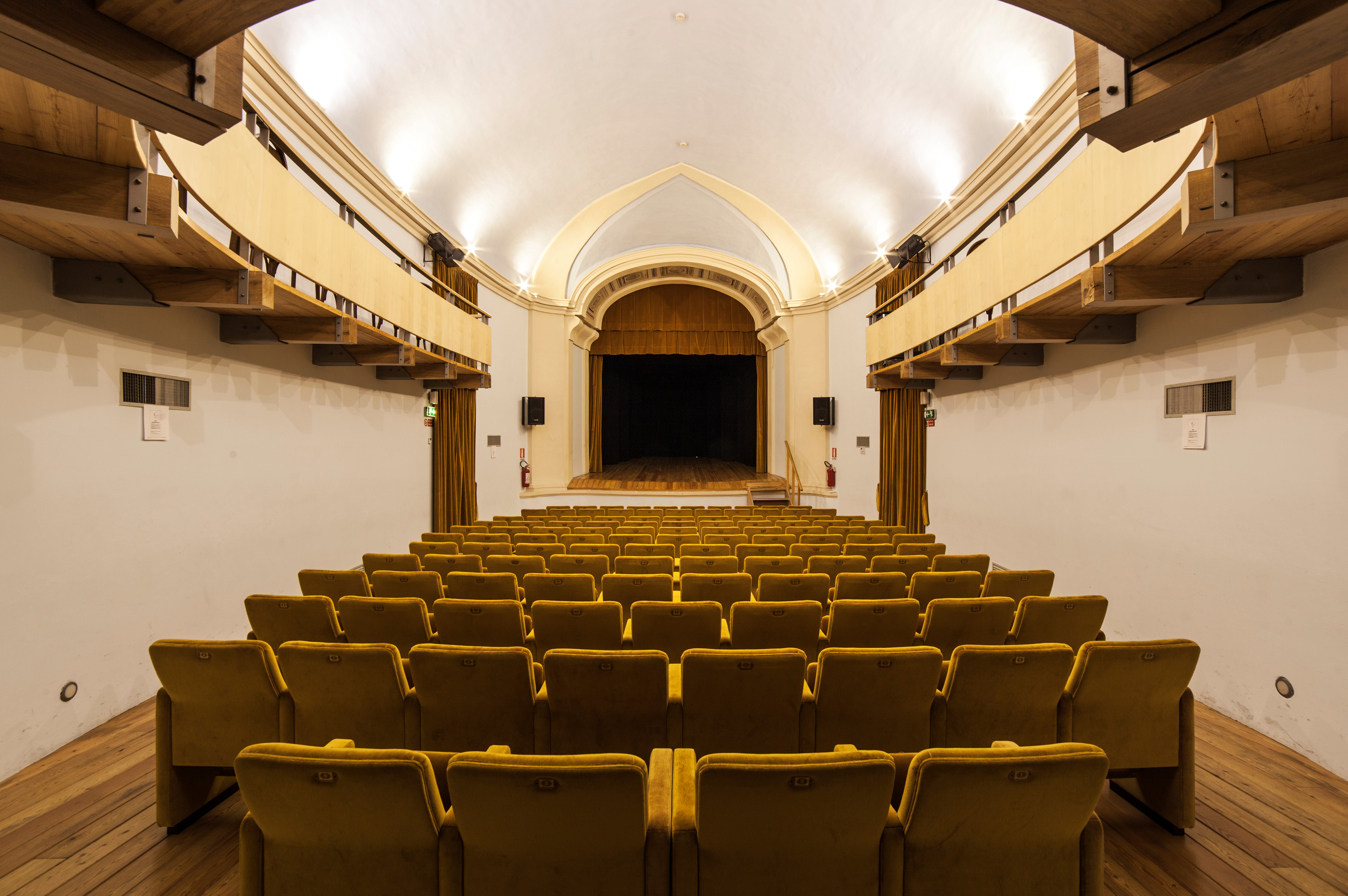
Teatrino
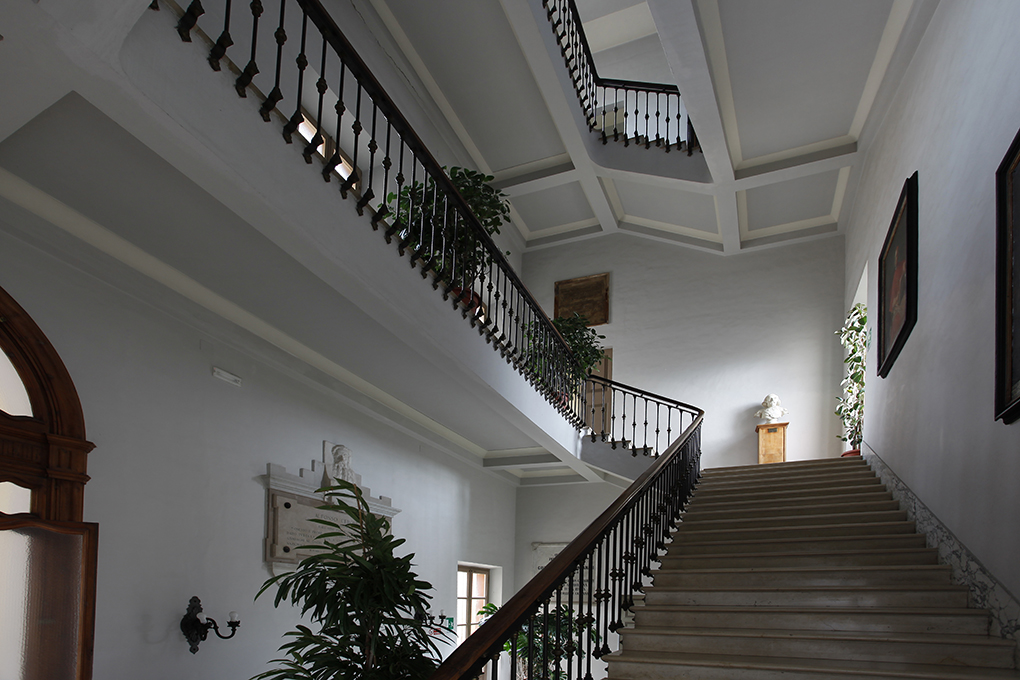
Scalone
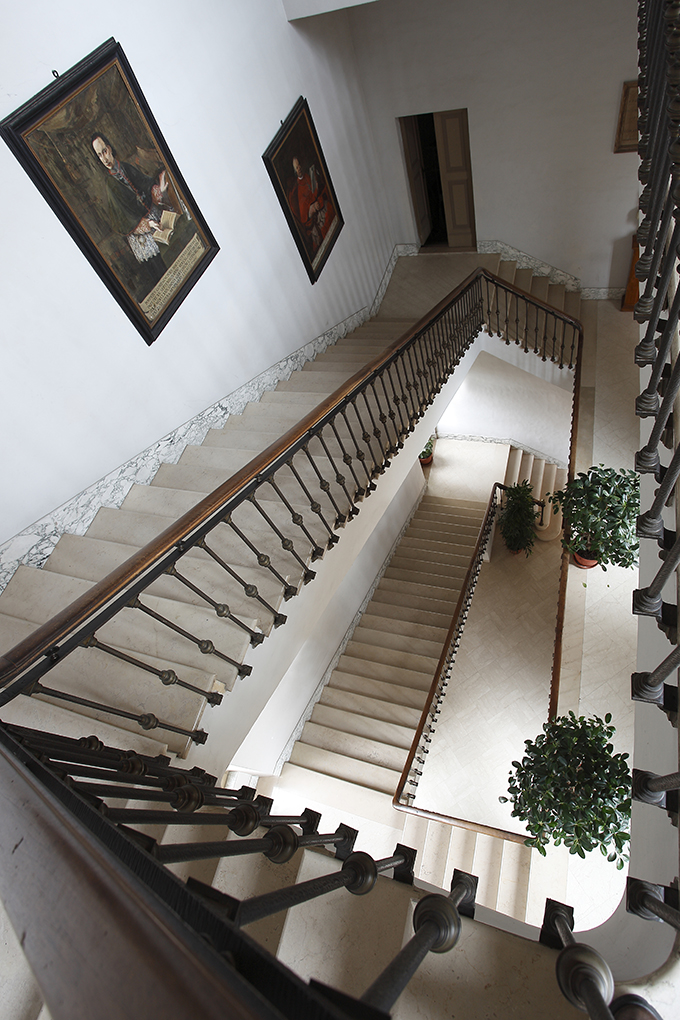
Scalone
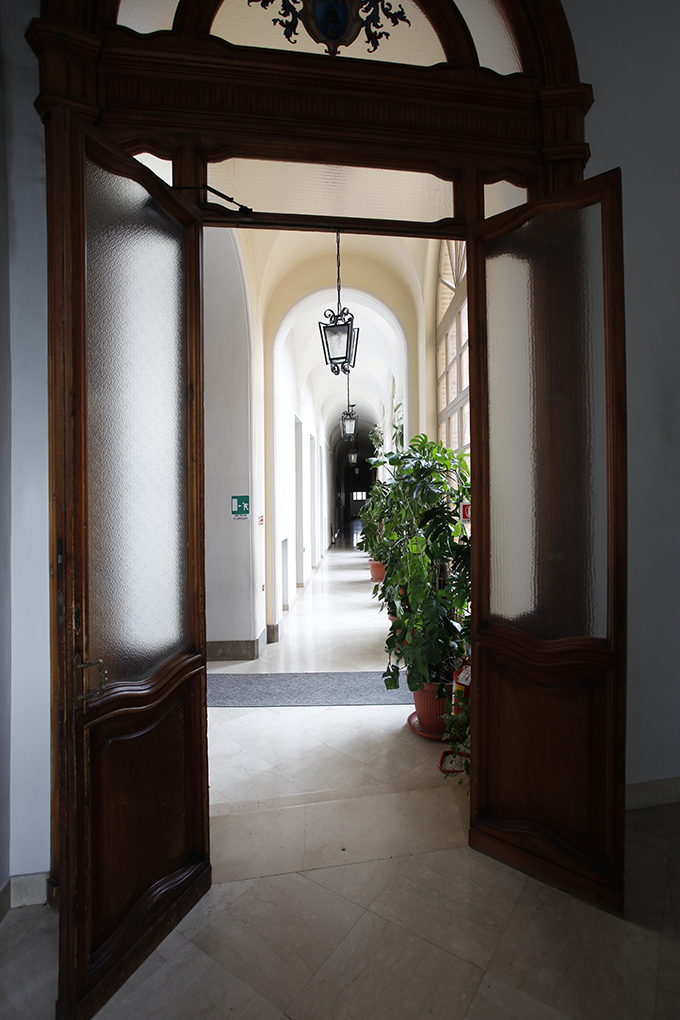
Corridoio
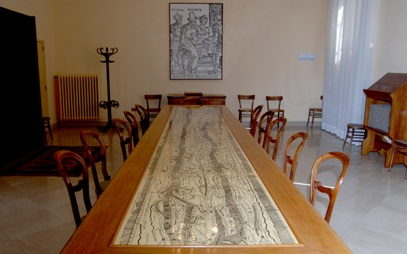
Sala "Tavola Peuntingeriana"